# East Cleveland (Ohio)
East Cleveland és una població dels Estats Units a l'estat d'Ohio. Segons el cens del 2000 tenia 27.217 habitants.

## Demografia
Segons el cens del 2000, East Cleveland tenia 27.217 habitants, 11.210 habitatges, i 6.423 famílies. La densitat de població era de 3.379 habitants/km².
Dels 11.210 habitatges en un 28,5% hi vivien nens de menys de 18 anys, en un 21,2% hi vivien parelles casades, en un 30,3% dones solteres, i en un 42,7% no eren unitats familiars. En el 38% dels habitatges hi vivien persones soles l'11,4% de les quals corresponia a persones de 65 anys o més que vivien soles. El nombre mitjà de persones vivint en cada habitatge era de 2,39 i el nombre mitjà de persones que vivien en cada família era de 3,2.
Per edats la població es repartia de la següent manera: un 29,7% tenia menys de 18 anys, un 9% entre 18 i 24, un 26,6% entre 25 i 44, un 21,4% de 45 a 60 i un 13,3% 65 anys o més.
L'edat mediana era de 34 anys. Per cada 100 dones de 18 o més anys hi havia 72,1 homes.
La renda mediana per habitatge era de 20.542 $ i la renda mediana per família de 26.053 $. Els homes tenien una renda mediana de 26.123 $ mentre que les dones 21.960 $. La renda per capita de la població era de 12.602 $. Aproximadament el 28% de les famílies i el 32% de la població estaven per davall del llindar de pobresa.

## Poblacions més properes
El següent diagrama mostra les poblacions més properes.